# Навчально-науковий інститут високих технологій Київського національного університету імені Тараса Шевченка
Навчально-науковий інститут високих технологій (ННІВТ) — організаційний і навчально-науковий структурний підрозділ Київського національного університету імені Тараса Шевченка, статус якого рівний статусу факультету.
В основі створення 2009 року лежить ідея фундаментального міждисциплінарного підходу для підготовки науковців нового покоління.
Основними завданнями ННІВТ є: створення цілісної системи підготовки та перепідготовки дослідників нової генерації, здатних розв'язувати проблеми сучасних природничих наук, проводити наукові дослідження, які вимагають глибоких фундаментальних міждисциплінарних знань, творчого мислення, навичок роботи на найсучаснішому дослідницькому та технологічному обладнанні; об'єднання науково-педагогічних кадрів для розв'язання найактуальніших науково-технічних проблем.
А саме: проведення комплексних досліджень з використанням високих технологій природи живого та досліджень з фізики, хімії, біології та технології, які безпосередньо або опосередковано торкаються цієї проблеми; розв'язання певних проблем енергетики: пошуку нових джерел енергії, економічно вигідних та екологічно чистих засобів її використання; моделювання та створення приладів, пристроїв та систем на основі нових наукових розробок.
Випускник ННІВТ отримує ступінь магістра за спеціальністю «високі технології» з записом у дипломі — «магістр високих технологій».
У 2014 році відбувся перший набір до бакалаврату.

### Вступ до інституту
Студентами магістратури ННІВТ можуть стати бакалаври, випускники природничих і математичних факультетів (фізики, радіофізики, хіміки, біологи, математики, кібернетики).

## Структура
З 1 вересня 2010 року в ННІВТ розпочато навчання в магістратурі за спеціальністю «Високі технології»

### Науково-дослідна частина
- Відділ «Технології матеріалів та структур на їх основі» (НДЛ «Фізики і техніки напівпровідників»)
- Відділ «Методів досліджень властивостей матеріалів та структур на їх основі» (НДЛ «Автоматизації наукових досліджень»)
- Відділ «Прикладних розробок та впроваджень»

### Фахові випробування
- спеціальність
- іноземна мова (єдиний іспит у Київському національному університеті імені Тараса Шевченка з іноземної мови незалежно від того, скільки та які спеціальності (освітні програми) ним обрано);
- додаткове вступне випробування, що має форму тесту (лише у випадку перехресного вступу – вступ не за спеціальністю).

### Навчальний процес
Інститут  високих технологій готує бакалаврів за трьома напрямками підготовки:
- нанофізика та комп’ютерні технології, з поглибленим вивченням хімії та біології;
- хімія (високі технології), з поглибленим вивченням біології і посиленою фізико-математичною складовою;
- біологія (високі технології), з поглибленим вивченням хімії і посиленою фізико-математичною складовою,

а також магістрів за напрямками підготовки:
- високі технології (хімія та наноматеріали);
- високі технології (хемоінформатика);
- високі технології (прикладна фізика та наноматеріали);
- високі технології (біотехнологія).

На початку навчання студенти ННІВТ отримують необхідний обсяг знань з суміжних до своєї базової освіти наук. Бакалаври фізико-математичного напрямку слухають лекції з біології і хімії, бакалаври хімічного напрямку — з фізики і біології, бакалаври біологічного напрямку — з фізики і хімії. В подальшому студенти слухають лекції з базової спеціальності, лекції міждисциплінарного циклу, лекції за вибором. Цикли лекцій, що слухають студенти комплексно охоплюють основні актуальні напрямки і тенденції в галузях високих технологій. Кожний лекційний курс має цикл лабораторних робіт для практичного засвоєння матеріалу.
Спеціальності вступу до аспірантури:
- 105 – прикладна фізика і наноматеріали, ОНП «Прикладна фізика та наноматеріали»
- 102 – хімія, ОНП «Молекулярний дизайн та синтез»
- 091 – біологія, ОНП «Молекулярна біотехнологія»

Також можливий вступ до докторантури.

### Викладачі
Серед викладачів ННІВТ 14 докторів і 18 кандидатів наук, три члена-кореспондента НАН України, сім лауреатів Державної премії України в галузі науки і техніки. Більшість викладачів є дослідниками світового рівня, з досвідом роботи і викладання в закордонних наукових установах, четверо професорів ННІВТ входять до топ-100 найцитованіших вчених України.

### Практика
Підготовка сучасного фахівця неможлива без проходження практики на сучасному обладнанні. Студенти ННІВТ проходять практику на сучасному обладнанні в лабораторіях Київського національного університету імені Тараса Шевченка, на підприємствах відповідного профілю, в провідних науково-дослідних інститутах НАН України: Науково-дослідному інституті мікроприладів, Інституті молекулярної біології і генетики, Інституті органічної хімії, Інституті фізики напівпровідників ім. Лашкарьова, лабораторіях КНУ.

### Міжнародна співпраця
Викладачі і співробітники ННІВТ співпрацюють і проводять спільні наукові дослідження з провідними університетами і інститутами світу: Institut des Nanotechnologies de Lyon (France), Institut national des sciences appliquees de Lyon (France), Ecole Centrale de Lyon (France), Hahn-Meitner-Institut Berlin (Deutschland), Politecnico di Torino (Italy), Leibniz-Institut fur Molekulare Pharmakologie, (Deutschland), Karlsruhe Institute of Technology, (Deutschland), University of Cambridge (United Kingdom), L'Université Claude Bernard Lyon (France), Université de Montréal (Canada), Middle East Technical University (Turkey), National Chiao Tung University (Taiwan), National American University — Denver (USA), Albert Einstein College of Medicine of Yeshiva University (USA).

### Стажування за кордоном
Найкращі студенти ННІВТ, оформивши індивідуальні плани навчання, мають можливість проходити стажування в закордонних інститутах і університетах, отримують досвід роботи з сучасним науковим обладнанням, знайомляться з новими методами досліджень, вчаться працювати в інтернаціональних наукових групах.

### Проживання
Студенти ННІВТ забезпечуються гуртожитком на території студентського студмістечка за 5-7 хвилин неспішної ходи від лекційних аудиторій.

## Кафедри

### Кафедра нанофізикиконденсованих середовищ
Забезпечує викладання курсів фізичного напрямку, займається науково-дослідною роботою: створенням і дослідженням напівпровідникових гетероструктур, наноструктурованих напівпровідникових матеріалів, наночастинок в твердотільній матриці та рідинах, квантових точок, фотонних кристалів, пористих напівпровідників і діелектриків, аерогелів, нанотрубок, нанокераміки, високотемпературних надпровідників, органічних напівпровідників та досліджуються їх фізичні властивості.
Роботи направлені на встановлення фундаментального зв'язку: хімічний склад — атомна структура — мікроструктура — макровластивості. Вивчається роль поверхні та розмірних ефектів у формуванні макровластивостей — електричних, електронно-оптичних, люмінесцентних.
Теоретично та експериментально досліджуються прилади спінтроніки, опто- та нано-електроніки: сонячні елементи, хімічні та газові сенсори, радіаційні сенсори, твердотільні джерела водню. Основні експериментальні методики включають електронну та атомно-силову мікроскопію, оптичну спектроскопію, інфрачервону Фур'є спектроскопію, фотолюмінесценцію, методи спінового резонансу, електрофізичні та фотоелектричні методи.
Кафедра працює в тісній взаємодії з вченими біологами і хіміками.
Завідувач кафедри: професор, д. ф.-м. н. Скришевський Валерій Антонович

### Кафедрасупрамолекулярної хімії
Забезпечує викладання загальної та неорганічної хімії, квантової хімії, фізичної та аналітичної хімії, хімії високомолекулярних сполук, колоїдної та органічної хімії, а також курсів, присвячених галузям знань на перетині хімії, фізики, матеріалознавства, біології, комп'ютерних технологій.
Викладачі кафедри активно працюють в галузі супрамолекулярної хімії, медичної хімії, матеріалознавства, нанотехнологій. Наукова робота на кафедрі проводиться за напрямками, які є актуальними і вимагають поєднання знань та вмінь у різних галузях природничих наук.
Зокрема, це дослідження супрамолекулярних асоціатів та структур сучасними фізичними методами; розробка технологій отримання хімічних речовин з метою пошуку нових лікарських засобів; фотоніка органічних молекул; отримання модифікованих пептидів та дослідження їх поведінки в моделях біологічних об'єктів, пошук нових багатофункціональних матеріалів, комп'ютерні розрахунки біологічної активності. Завідувач кафедри: професор, д. хім. н. Комаров Ігор Володимирович

### Кафедрамолекулярноїбіотехнологіїтабіоінформатики
Забезпечує викладання курсів біологічного напрямку, займається дослідженням фізико-хімічних механізмів функціонування живого на різних рівнях організації, структурних механізмів взаємодії біополімерів між собою та з низькомолекулярними речовинами, впливу фізико-хімічних факторів на клітинний метаболізм, in silico дизайном нових сполук з високою активністю щодо заданих молекулярних мішеней та розробкою високоафінних біосенсорів нового покоління. Завідувач кафедри: доцент, к. б. н Нипорко Олексій Юрієвич

### Кафедра теоретичних основ високих технологій
Забезпечує підготовку студентів з математики, загальної та теоретичної фізики та комп'ютерних технологій.
Співробітники кафедри працюють над концепцію ефективної сприйнятливості в рамках якої, зокрема, розробляється теорія скануючої оптичної мікроскопії ближнього поля і надшвидкої скануючої оптичної мікроскопії ближнього поля, досліджується вплив форми частинок субмоношарового покриття на поверхні металу на формування поверхневого плазмон-поляритону та можливість реєстрації форми молекулярних органічних структур методом поверхневого плазмон-поляритонного резонансу.
Ведеться розробка теорії еліпсометрії тонких плівок субмоношарових покриттів поверхні наночастинками. Завідувач кафедри: професор, д. ф.-м. н. Лозовський Валерій Зіновійович.